# Candidaturas a la Copa Mundial de Fútbol de 2014
Este artículo describe el proceso que determinó a la nación encargada de la organización de la Copa Mundial de Fútbol de 2014 organizada por la FIFA, que se hizo público el 30 de octubre de 2007 con la confirmación de la candidatura de Brasil.
Después de esta noticia Brasil celebró con mucha alegría el auspicio que dará para este mundial de fútbol que dio inicio el día 12 de mayo.

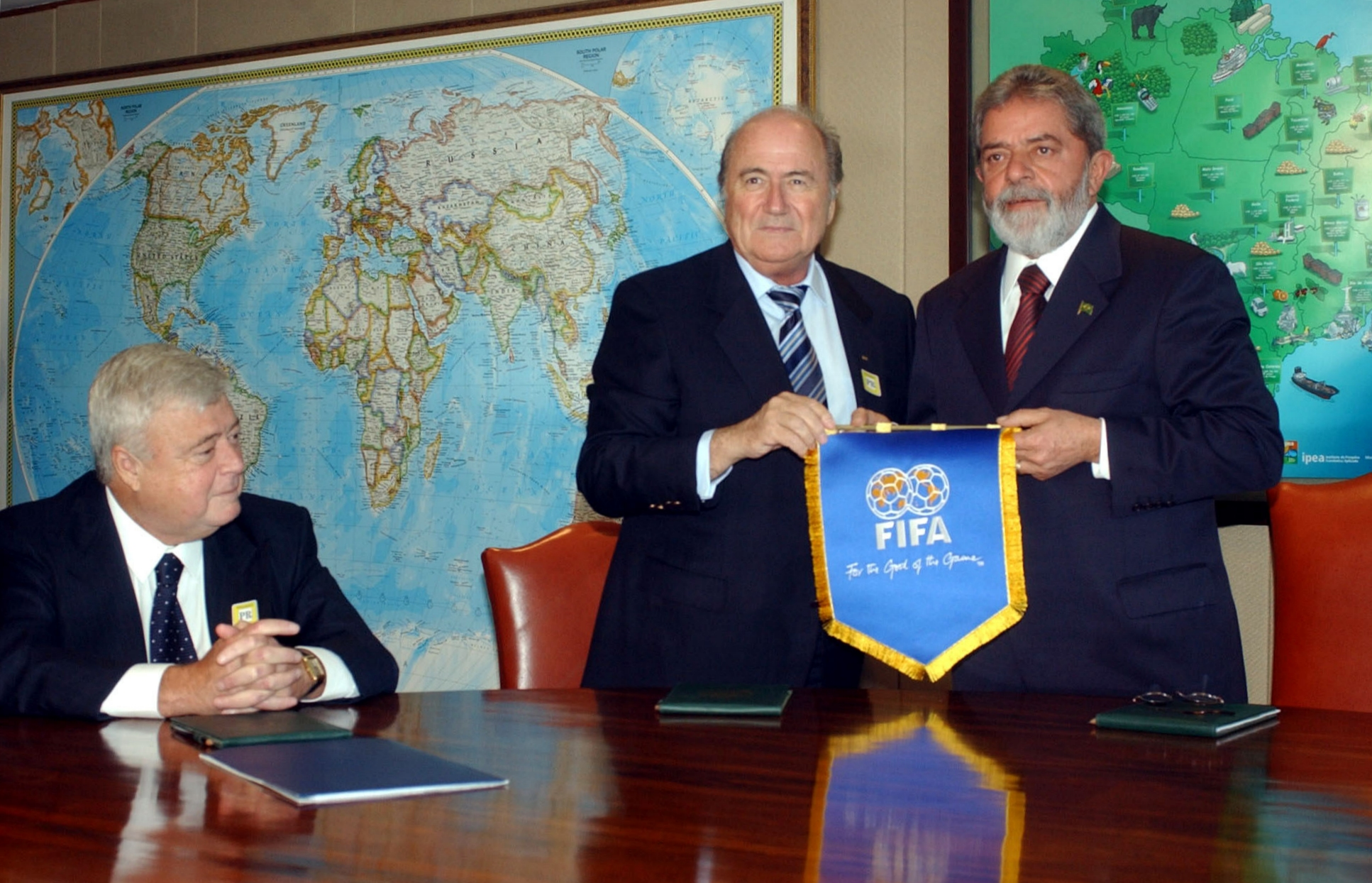
Reunión de Joseph Blatter, Lula da Silva y Ricardo Teixeira, el 28 de septiembre de 2006.

## Candidatura de Brasil

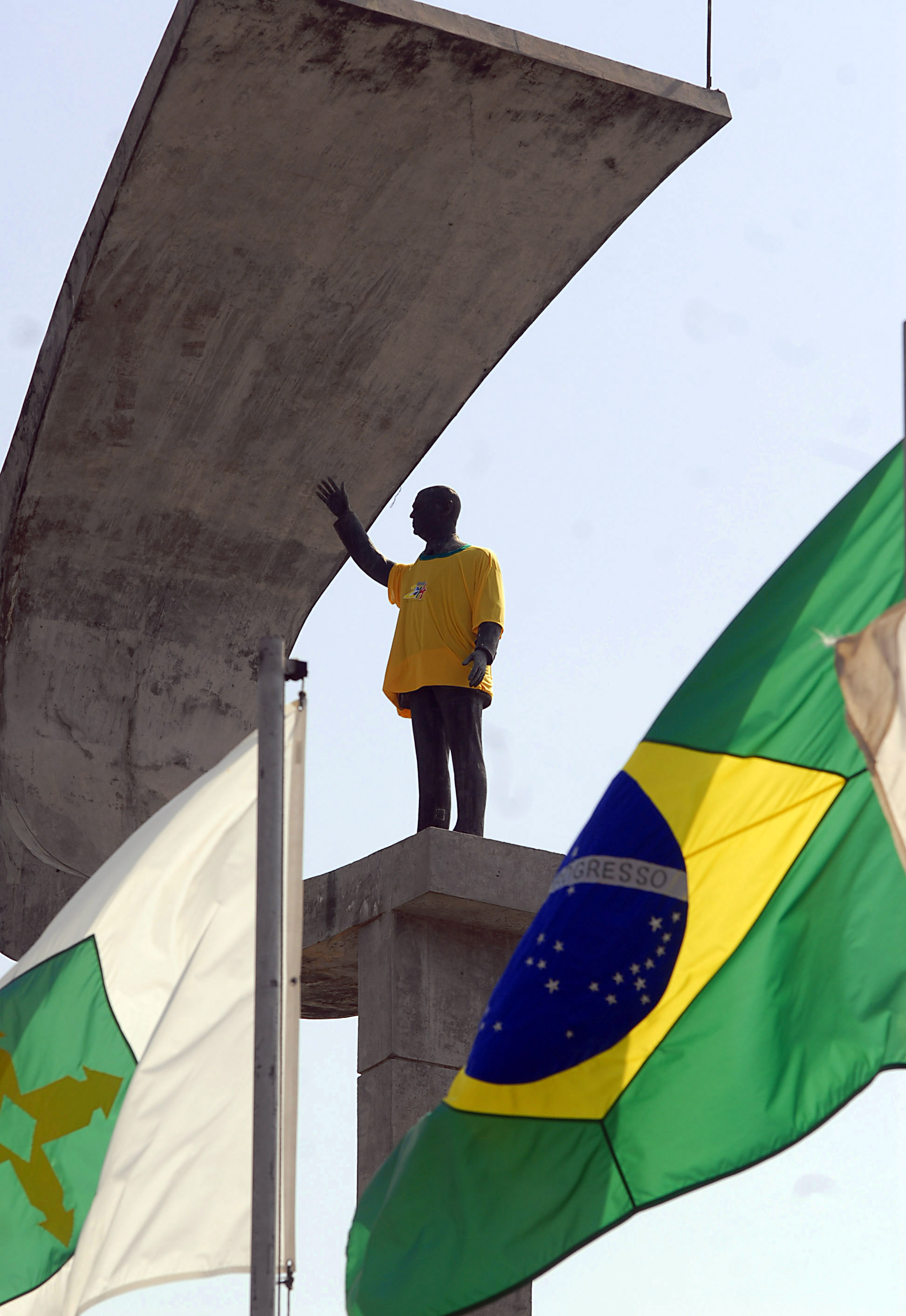
Estatua de Juscelino Kubitschek en Brasília con la camiseta de la selección brasileña, tras el anuncio hecho por la FIFA confirmando a Brasil como sede de la Copa del Mundo de 2014.

Los colores de la bandera brasileña en 2010 en el Jardín Botánico de Curitiba debido a la Copa del Mundo; a mil días para la Copa de 2014, entre el 16 y 23 de septiembre 2011 se realizó un homenaje de encender el invernadero con los colores de las banderas de cada país que ha ganado el campeonato: Brasil, Italia, Alemania, Uruguay, Argentina, Inglaterra, Francia y España.

Brasil ya había postulado para el campeonato del 2006, sin embargo se retiró días antes, apoyando a Sudáfrica con el fin de recibir el apoyo para una eventual candidatura en 2010. Sin embargo, Sudáfrica fue derrotada por Alemania. Sudáfrica sería finalmente elegida para 2010 por lo que Brasil decidió posponer su candidatura.
Brasil se convirtió en la favorita para realizar el torneo después de recibir el apoyo de todas las federaciones de Conmebol. Al apoyo de la confederación continental, se suma su importancia a nivel internacional al ser el país que ha ganado en más oportunidades el torneo. También cuenta a su favor que, a pesar de ser una de las naciones que más ha desarrollado este deporte, no ha albergado dicho evento en 64 años (en comparación, Francia esperó 60 años entre los dos mundiales que ha organizado, Italia esperó 56 años, Alemania 32 años y México tan solo 16). Brasil, además, ha organizado las Copas América 1919, 1922, 1949, 1989, 2019
El 13 de abril de 2006, Blatter nuevamente se refirió a la Copa Mundial de 2014 en una entrevista al periódico Estado de São Paulo. En ella, dijo que Brasil no tenía asegurada la realización del torneo, el que por ahora era sólo una idea que contaba con el apoyo de Luiz Inácio Lula da Silva y otros políticos brasileños, por lo que existía la posibilidad de que otras candidaturas se presentaran como la de Chile y Argentina o alguna de América del Norte. En la misma oportunidad, Blatter dijo que Brasil, en estos momentos, no cumplía con los requerimientos mínimos para la organización.

Aún cuando sea el único candidato, Brasil tendrá que responder a los criterios (de selección de la FIFA), que son de elevado nivel. Sólo si los cumplen el Mundial se realizará en Brasil.
(La candidatura) es hoy sólo una idea que, con el apoyo del presidente Luiz Inácio Lula da Silva y de otros políticos, empieza a convertirse en una especie de proyecto (...) pero el camino para llegar a ello y lograr la aprobación del congreso de la FIFA en 2008 es largo. No soy un profeta. Pero, si no están dadas las condiciones, el Mundial se trasladará probablemente a América del Norte.
Joseph Blatter, 13 de abril de 2006

Tras las declaraciones de Blatter, los presidentes de las federaciones de Chile y Argentina mantuvieron el apoyo a la candidatura brasileña, mientras que el presidente de la Confederación Brasileña de Fútbol, Ricardo Teixeira agradeció la recomendación pero aseguró que Brasil podrá superar las dificultades pues, según sus palabras, "no podemos perder contra nosotros mismos el derecho a realizar el Mundial de 2014".

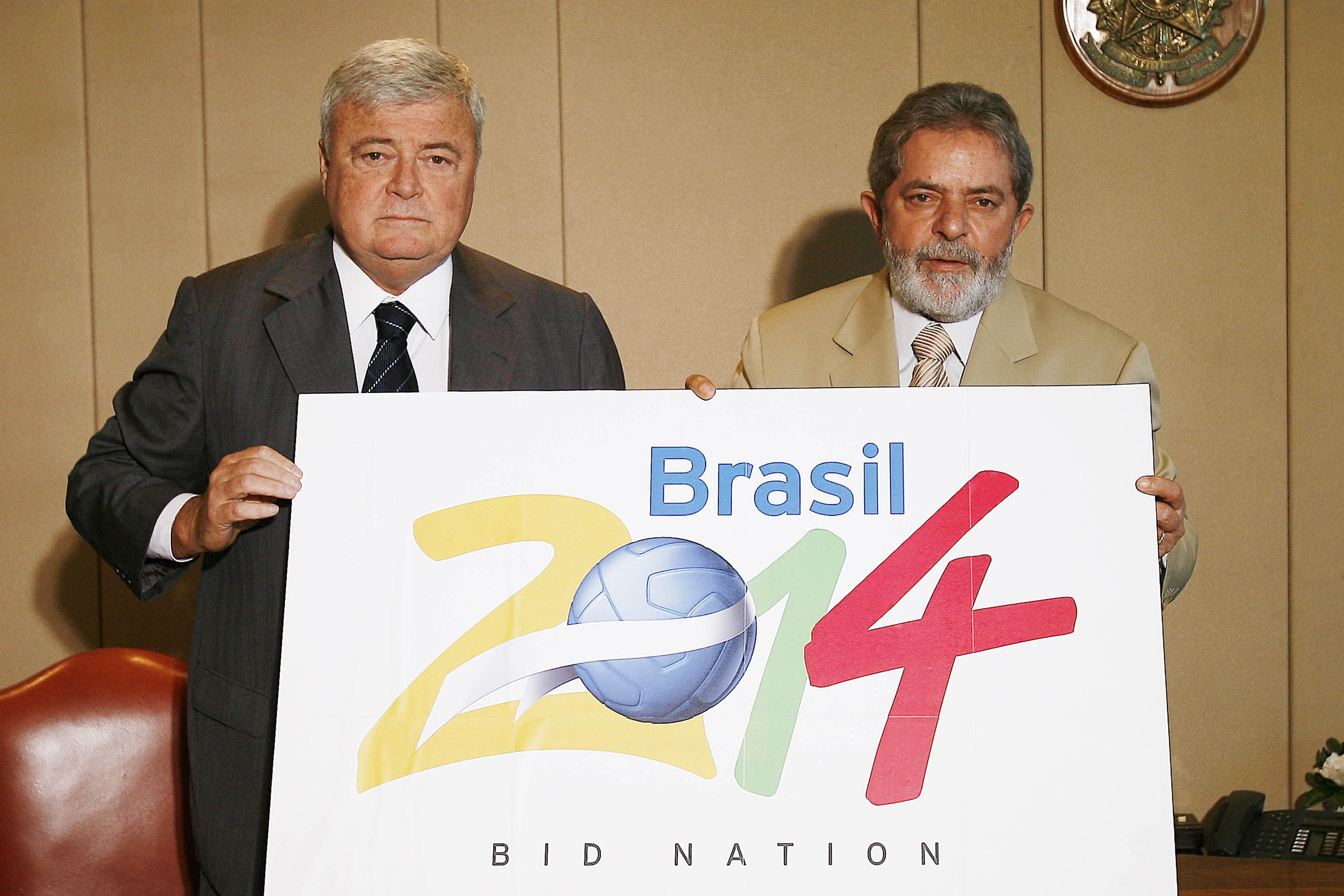
Ricardo Teixeira, presidente de la CBF y el Presidente Luiz Inácio Lula da Silva presentan el logo de la candidatura de Brasil, el 13 de abril de 2007.

El 14 de septiembre del 2006, el presidente Lula da Silva pondría en duda la candidatura, afirmando que el país debería construir 12 estadios nuevos para organizar el evento ya que ninguno de los que actualmente existen en el país cuenta con los requisitos mínimos, y que además la situación de la economía del país no estaba en condiciones de costear dichos gastos. Sin embargo, días después se reuniría con Joseph Blatter para reafirmar el compromiso del país con el Mundial.
Finalmente, el 13 de diciembre de 2006, la Confederación Brasileña de Fútbol lanzó oficialmente su candidatura, cuando Teixeira firmó una carta en Tokio en compañía de diversos dirigentes de la Conmebol y la FIFA.
El logotipo oficial de la candidatura brasileña fue presentado en Estocolmo el 26 de marzo de 2007, el cual recrea la bandera nacional sobre el número "2014", donde el "0" es un balón del mismo color azul del globo que aparece en el pabellón, ceñido por una banda blanca. Por otro lado, la realización de los Juegos Panamericanos de 2007 en Río de Janeiro sirvieron como forma de probar la capacidad de organización de eventos deportivos en Brasil, tanto para la candidatura para el Mundial como para los Juegos Olímpicos de 2016.
Entre el 13 de agosto y el 1 de septiembre de 2007, algunos encargados de la FIFA visitaron Brasil para realizar el informe de inspección de la candidatura. Días antes de la decisión final del Comité Ejecutivo, el informe señaló que "el grupo de inspección llegó al consenso de que Brasil es una elección adecuada" y que "posee el potencial necesario y ha demostrado que es muy capaz de
organizar una Copa Mundial de la FIFA excepcional."

## Candidaturas descartadas
Previo al plazo oficial, se especuló sobre la posible candidatura de algunos países, tanto de Sudamérica, como fuera del subcontinente.

### Colombia
Previo a la designación de Brasil como candidata oficial de la Conmebol en 2003, Colombia analizó una posible candidatura pero posteriormente abandonó la idea.
Los primeros reportes de que la candidatura podría renacer se originaron cuando el Presidente de Colombia, Álvaro Uribe Vélez, la propuso en la inauguración de los Juegos Centroamericanos y del Caribe realizados en Cartagena de Indias, el 15 de julio de 2006. Curiosamente, la candidatura de Colombia fue rechazada en ese momento por el director de la Federación Colombiana de Fútbol, Luis Bedoya. El presidente de la Conmebol, Nicolás Leoz, también la rechazó afirmando que la Conmebol ya se ha comprometido con Brasil, pero propuso a este país organizar la Copa Mundial de Fútbol Sub-20 de 2011.
A pesar del rechazo, Uribe insistió con la idea y puso a cargo del proyecto al vicepresidente Francisco Santos Calderón. Finalmente, el 18 de diciembre de 2006, antes del cierre del plazo para inscripción de las candidaturas, la Federación Colombiana de Fútbol presentó ante la FIFA su candidatura oficial para organizar el torneo.
Aunque originalmente había apoyado la candidatura, el 27 de enero de 2007, Joseph Blatter declaró que el deseo de Colombia de realizar la copa era aparentemente un gesto simbólico para distraer la atención sobre los problemas que enfrenta Colombia: "Lo de Colombia se trata más que nada de una presentación de relaciones públicas del país para decir que están vigentes no sólo por otros titulares, sino también por el fútbol". Finalmente, el 11 de abril del mismo año, Luis Bedoya confirmaría la renuncia de Colombia a ser sede del torneo, dejando a Brasil como el único candidato.
Colombia fue designada sede de la Copa Mundial de Fútbol de 1986, pero diversos problemas de organización obligaron al reemplazo de la sede, que fue finalmente México. El país organizó también la Copa América 2001, la cual contó con la deserción de Canadá y Argentina por especulaciones de miedo a posibles problemas de seguridad derivados del conflicto armado colombiano. A pesar de ello la copa transcurrió con total seguridad para los equipos asistentes. Posteriormente la FIFA designó a Colombia para organizar la Copa Mundial de Fútbol Sub-20 de 2011.

### Comunidad Andina
En el año 2002, la Federación Peruana de Fútbol anunció su intención de postular a algunos países de la Comunidad Andina (Colombia, Ecuador, Perú y Bolivia) para organizar el torneo. La idea, sin embargo, tuvo poca trascendencia debido a que sería impracticable por diversos motivos: con cuatro organizadores clasificados automáticamente por su localía los cupos de la Conmebol para el torneo se reduciría automáticamente a uno o dos (considerando que para 2006 y 2010 Sudamérica contaba con 4,5 cupos), a lo cual se sumaría la dificultad de realizar el torneo producto de las grandes distancias entre las sedes y la altitud en que estarían algunas de estas (por ejemplo, Bogotá, Quito, Cusco y La Paz), lo que dificulta notoriamente el desarrollo del deporte. Incluso en 2007, la FIFA prohibió la disputa de partidos oficiales a más de 2.500 metros sobre el nivel del mar, medida que luego fue reconsiderada e impuesta para las ciudades a más de 3.000 metros, lo que de todas formas dejaba a La Paz, situada a 3.600 metros, fuera de competencias. Finalmente, luego del esfuerzo del presidente boliviano, Evo Morales y del respaldo de la Conmebol, la FIFA decidió hacer una excepción y permitir la práctica del deporte en dicha ciudad. Finalmente, no se presentó ninguna candidatura conjunta de alguno de estos países.

### Otros candidatos
El 13 de abril de 2006, durante una inspección a los estadios de Brasil, Joseph Blatter dejó ver su descontento con la calidad de los mismos afirmando que ninguno cumplía los requerimientos de la FIFA y que Brasil no tenía asegurada la realización del torneo abriendo la posibilidad de que otras candidaturas se presentaran desde América del Norte u otras latitudes. Blatter recordó que Sudáfrica perdió la sede del 2006 ante Alemania por confiarse que tenía la sede garantizada. Debido a dichos anuncios, algunos países no sudamericanos plantearon la posibilidad de realizar el torneo. 
México y Estados Unidos fueron mencionados como alternativas para realizar el Mundial en la eventualidad de que Brasil no pudiera cumplir con los requisitos y estándares exigidos por la FIFA para la realización de un evento de esta magnitud. Además, previo al anuncio de que Sudamérica sería sede del evento, Estados Unidos junto a China habían planteado la posibilidad de presentar una candidatura. Por otro lado, según declaraciones de la Confederación Brasileña de Fútbol, sería Inglaterra el principal adversario de su país a organizar el evento. A estos países se sumó Australia luego que durante la realización de la Copa Mundial de Fútbol de 2006, el gobernador de Australia Meridional presentara una propuesta para que dicho país albergara el torneo, la cual recibió el apoyo del primer ministro John Howard, el día 16 de junio de ese año; sin embargo, y al igual. México, Estados Unidos, Inglaterra y Australia finalmente desistieron de reemplazar a Brasil y presentaron sus candidaturas para organizar la Copa Mundial de Fútbol de 2018, aunque México se retiró rápidamente del proceso.
En tanto, un periódico en inglés, 7days, de los Emiratos Árabes Unidos, publicó el 10 de julio de 2006 que Dubái podría presentar una candidatura para la realización del Mundial de 2014. Los Emiratos Árabes fueron sede de la Copa Asiática 1996 y el Copa Mundial de Fútbol Juvenil de 2003, pero la candidatura no fue confirmada oficialmente. Finalmente, las federaciones de fútbol de Jordania y de Irak, mencionaron intenciones de presentar una candidatura conjunta para la realización del Mundial de 2014. Según el príncipe de Jordania, Feisal Al-Hussein, "la situación puede hacer que la idea parezca absurda […] pero ¿cómo serán las cosas dentro de 5 años? Ésta podría ser una nación próspera. Si las condiciones se dan la gente nos tomará en serio".